# Sint-Rochuskerk (Steyl)
De huidige Rochuskerk is een driebeukig kerkgebouw in neo-gotische bouwstijl. De voormalige parochiekerk van Steyl staat in de kern van het Tegelse kloosterdorp, in de gemeente Venlo. De kerk is vernoemd naar de heilige Rochus van Montpellier. Sinds 2011 is de kerk niet langer als zodanig in gebruik. Sinds 2016 is er het Limburgs Schutterij Museum gevestigd.

## Geschiedenis
In de 19e eeuw stond er lange tijd een kapel in het oude centrum van Steyl, maar deze werd in die eeuw te klein bevonden. Daarom werd in 1866 een nieuwe kerk gebouwd naar tekeningen van Carl Weber. De toren werd in 1874 voltooid. Deze rectoraatskerk raakte al snel ingebouwd door het missiehuis, dus werd Frans Stoks door rector Windhausen benaderd om een nieuwe kerk te bouwen, welke in 1931 gereed kwam. Deze kerk ligt op het hoogterras en werd gebouwd tussen de rozenvelden, terwijl de oude rectoraatskerk afgebroken werd. In 1933 werd Steyl tot parochie verheven en werd rector P. Windhausen de eerste pastoor van Steyl.

### Sluiting en hergebruik
De kerk is op 27 augustus 2011 aan de eredienst onttrokken. Op 29 augustus van dat jaar meldde Omroep Venlo, dat de kerk in gebruik zou worden genomen door het Limburgs Schutterij Museum. Dit museum was aanvankelijk gevestigd in een kloostercomplex in Steyl, maar was sinds 2008 in verband met een grote brand in 2008 gesloten. Op 10 april 2016, precies acht jaar na de brand, opende het museum zijn deuren in de voormalige parochiekerk van Steyl.

## Architectuur en inventaris

### Monumentale elementen
Vooral de aanwezige houten beelden van Sint-Rochus uit de 17e eeuw en een ouder beeld van Sint-Sebastiaan uit circa 1600 geven de kerk haar monumentale waarde. Ook de karakteristieke schilderingen en mozaïeken boven de bogen van het priesterkoor zijn waardevol. Het celebratie-altaar bestaat uit vijf houten panelen die in de vroegere rectoraatskerk de communiebank vormden.

### Orgel
In 1847 was de kapel volgens het Aardrijkskundig Woordenboek van Van der Aa nog "zonder orgel". In 1944 werd het inmiddels aanwezige orgel in de jonge kerk beschadigd. Twee jaar later, in 1946, werd een nieuw tweemanuaals orgel geplaatst. In 1991 werd het uit 's-Hertogenbosch afkomstige orgel in deze Steyler kerk geplaatst.

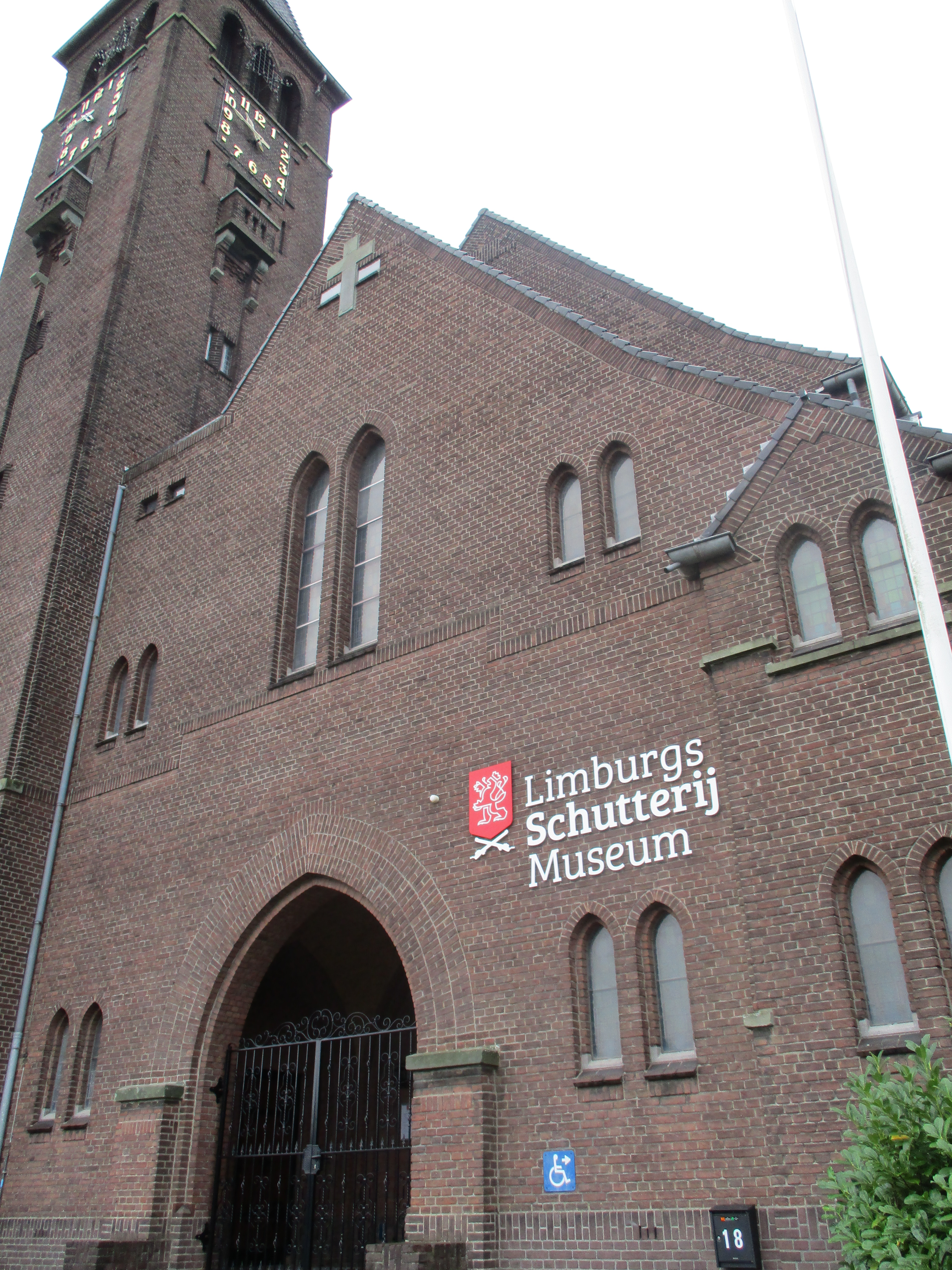
Noordwestgevel met entree en toren
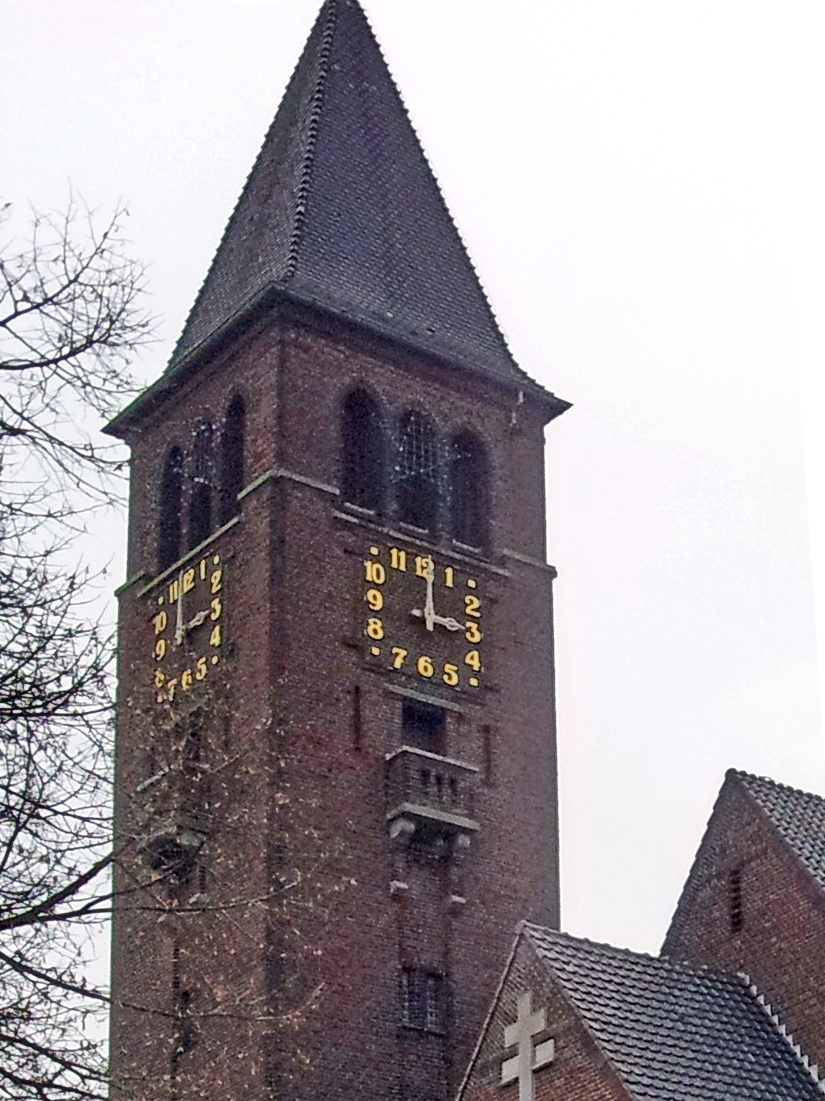
Detail toren met galmgaten, uurwerken en loggia's
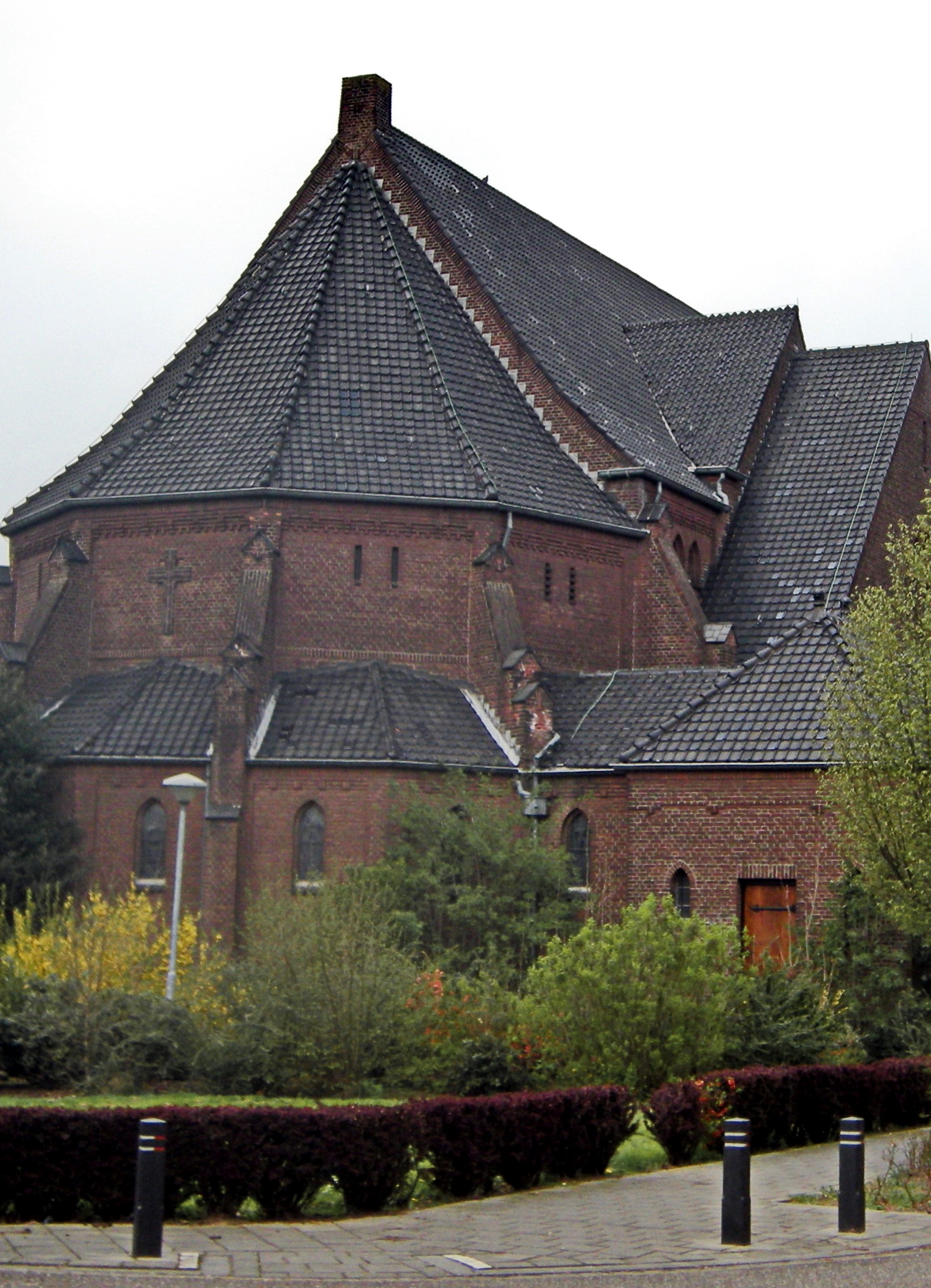
Koorpartij vanaf de Sint Rochusstraat
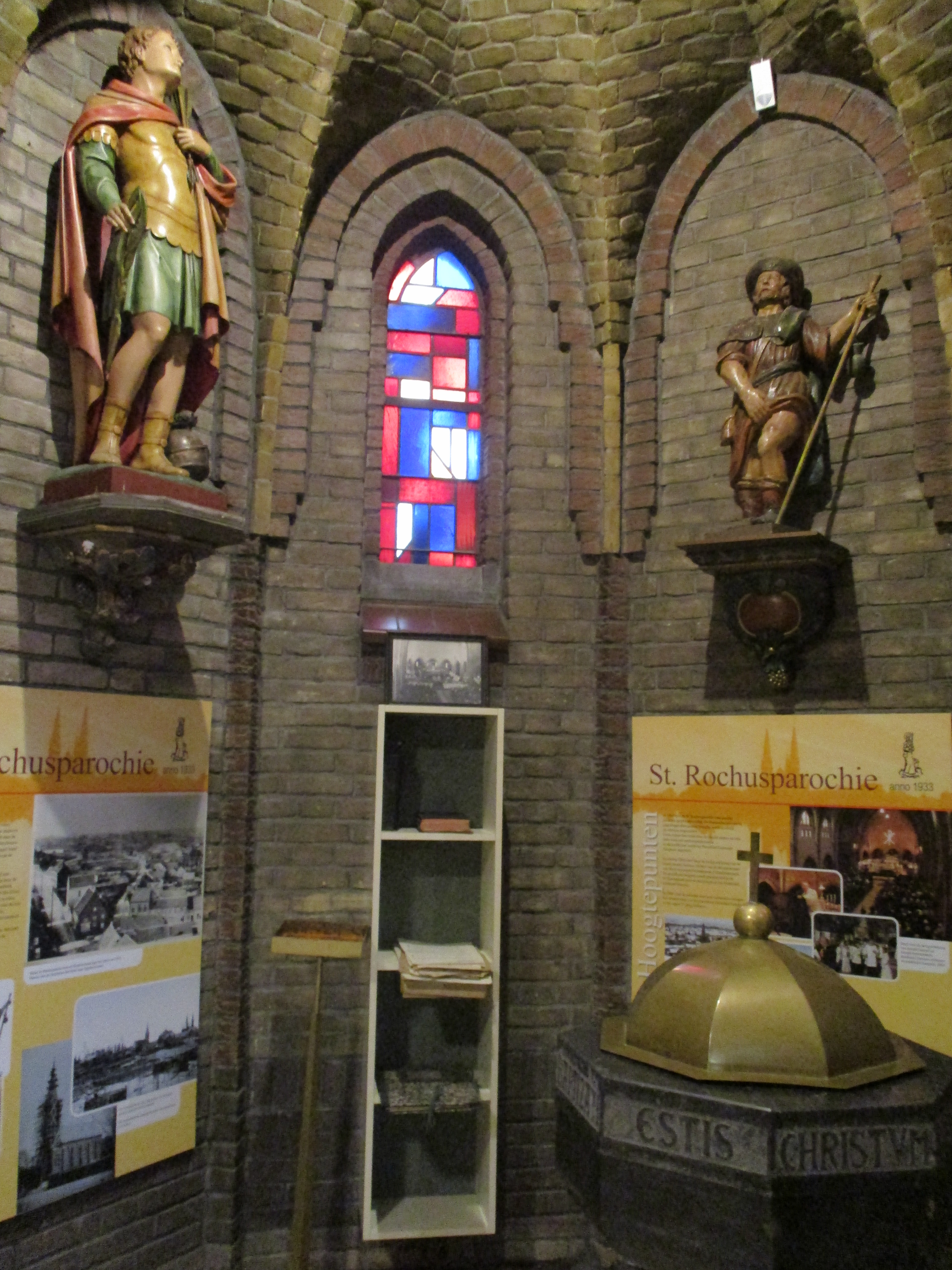
Interieur met beelden Sint-Sebastiaan en Sint-Rochus